# Kapaza
Kapaza était un site de petites annonces belge créé en 2003. Il était détenu par le groupe de média norvégien Schibsted.  En mai 2017, Kapaza arrête ses activités, qui sont reprises par 2ememain.be (en néerlandais : 2dehands.be (nl)),, lui-même propriété d'eBay depuis 2013.